# Fate (jeu vidéo)
Pour les articles homonymes, voir Fate.
Fate est un jeu vidéo de type hack'n slash conçu par Travis Baldree, développé par WildStudios et publié le 18 mai 2005. Le jeu se déroule dans un univers médiéval-fantastique dans lequel le joueur explore un donjon peuplé de créatures qu'il doit combattre pour gagner de l'expérience et des trésors,. D’après son concepteur, son système de jeu s'inspire du concept de Diablo et NetHack qu'il tente de rendre accessible à un public plus casual.
Le jeu a fait l’objet de trois extensions : Undiscovered Realms, The Traitor Soul et The Cursed King.